# Andrea Sihler
Andrea Sihler (* 1957 in Klagenfurt, Kärnten, Österreich) ist eine österreichische Schauspielerin.

## Leben
Sihler wuchs in Düsseldorf auf. Nach dem Abitur studierte sie Theater- und Filmwissenschaften in Wien. Sihler absolvierte außerdem eine Ausbildung in Pantomime an der École de mime de Marcel Marceau in Paris. Sie studierte außerdem klassischen Gesang (Stimmlage: Mezzosopran) in München; später auch Jazz und Chanson.
Sihler spielte seit Anfang der 1980er Jahre Theater in München, schwerpunktmäßig bei Freien Theaterproduktionen in der Münchner Theaterszene, u. a. mit Auftritten in der Alabama-Halle München, in den Theaterhallen Dachauer Straße, in den Wamslerhallen München und am Neuen Theater München (1997–1999). Von 1980 bis 1999 leitete sie, gemeinsam mit dem Regisseur Manfred Killer, fast 20 Jahre lang das Theater-Labor-München, ein freies Theater, das Aufführungen an unkonventionellen Theaterorten (u. a. Intercity Hotel München, Baupavillons in Schwabing, Flugtower am Flughafen München-Riem) realisierte. Für die eigene Theatergruppe schrieb sie Geschichten ohne Worte (Pantomimen) und Bildergeschichten. 1991 wurde sie für ihr Wirken als Künstlerische Leiterin und Schauspielerin am Theater-Labor-München für die Produktion Eine zuckersüße Fahrt ins Schwarze (im Flugtower Riem) mit dem „AZ-Stern des Jahres“ ausgezeichnet.
Seit Anfang der 1990er Jahre übernahm Sihler auch regelmäßig Film- und Fernsehrollen. Schwerpunkt ihrer Filmtätigkeit ist das Fernsehen.
Ab 2002 spielte Sihler ohne Unterbrechung die Rolle der Schwester Hildegard in der ARD-Serie Um Himmels Willen. Sie verkörperte in der Serie die „gutmütige und zuverlässige“ Assistentin der Mutter Oberin (Rosel Zech/Gaby Dohm/Nina Hoger). Durch diese Rolle wurde Sihler auch einem größeren Publikum bekannt. Die Rolle der Schwester Hildegard übernahm Sihler auch in den vier 90-minütigen Weihnachts-Specials der Serie: Um Himmels Willen – Weihnachten in Kaltenthal (2008), Um Himmels Willen – Weihnachten unter Palmen (2010), Um Himmels Willen – Mission unmöglich (2012) und Um Himmels Willen – Das Wunder von Fatima (2014).
Weitere Rollen Sihlers waren die Kantinenleiterin Anna Becker in Samt und Seide (2003–2004), die Gemeinderätin Marianne Pflüger in Zwei Ärzte sind einer zu viel (2006–2008) sowie die Hausangestellte und „Eheberaterin“ Frl. Constanze in dem Fernseh-Mehrteiler Die Rebellin (2008).
Außerdem hatte sie Episodenrollen in den Fernsehserien Adelheid und ihre Mörder (2003; als Speeddating-Moderatorin Frau Alsfeld), SOKO Wismar (2004; als Kirsten Schmock, Mitinhaberin eines Betriebs für Landmaschinen und Mutter des 16-jährigen Opfers Leon), Die Rosenheim-Cops (2008; als Garderobiere Helene Zöckel), Notruf Hafenkante (2011; als Ingrid Krause, Tochter der 80-jährigen Rentnerin Frau Krause, deren Familienschmuck gestohlen wurde), Der Bergdoktor (2013; als Schuldirektorin Frau Seifert) und Mord mit Aussicht (2014; als Frau Schwarz). Im Januar 2017 war Sihler in der neuen ARD-Fernsehserie WaPo Bodensee in einer Episodenrolle zu sehen; sie spielte die Schuldirektorin Frau Schubert.
2007/08 absolvierte Sihler die Autorenschule Hamburg. In dieser Zeit entstand ihr Drehbuch Nichts ist voll cool, eine musikalische Coming-of-age-Geschichte.
Sihler lebt mit ihrem Mann und vier Töchtern in München.

## Filmografie (Auswahl)
- 1991: Forsthaus Falkenau (Folge: Vergiftete Rehe)
- 1991: Ausgetrickst (Fernsehfilm)
- 1997: Der Fahnder (Folge: Bobby Gilles)
- 1997: Ein Fall für Abel: Todesurteil für Lena (Fernsehreihe)
- 2002–2021: Um Himmels Willen (Fernsehserie; durchgehende Rolle)
- 2003: Adelheid und ihre Mörder (Folge: Mord in bester Gesellschaft)
- 2003–2004: Samt und Seide (Fernsehserie; durchgehende Rolle)
- 2004: Engelchen flieg (Fernsehfilm)
- 2004: SOKO Wismar (Folge: Toter Winkel)
- 2006: Agathe kann’s nicht lassen: Die Tote im Bootshaus
- 2006–2008: Zwei Ärzte sind einer zu viel (Fernsehreihe; durchgehende Rolle)
- 2007: 15 Minuten Wahrheit (Kurzfilm)
- 2008: Die Rosenheim-Cops (Folge: Zu Tode geprobt)
- 2008: Die Rebellin (Fernseh-Mehrteiler)
- 2008: Die Patin – Kein Weg zurück (Fernseh-Mehrteiler)
- 2008: Um Himmels Willen – Weihnachten in Kaltenthal (Fernsehfilm)
- 2010: SOKO 5113 (Folge: Der Fluch des Osiris)
- 2010: Um Himmels Willen – Weihnachten unter Palmen (Fernsehfilm)
- 2011: Notruf Hafenkante (Folge: Schutzengel)
- 2012: Um Himmels Willen – Mission unmöglich (Fernsehfilm)
- 2013: Aktenzeichen XY … ungelöst
- 2013: Der Bergdoktor (Folge: Verantwortung)
- 2014: Polizeiruf 110: Morgengrauen (Fernsehfilm)
- 2014: Mord mit Aussicht (Folge: Sophies Welt)
- 2014: Um Himmels Willen – Das Wunder von Fatima (Fernsehfilm)
- 2015: Morden im Norden (Folge: Die Teufelsinsel)
- 2015: Hubert und Staller (Folge: Klinisch tot)
- 2016: Frau Pfarrer & Herr Priester
- 2017: WaPo Bodensee (Folge: Das Geisterschiff)
- 2018: Die Bergretter (Folge: Das Glück ist ein Schmetterling)
- 2018: Der Alte (Folge: Die Kunst des Scheiterns)
- 2019: Mein Ende. Dein Anfang.
- 2023: In aller Freundschaft – Die jungen Ärzte (Folge: Hoher Preis)
- 2025: Marie fängt Feuer (Folge: Verschüttet)